# 山本梅荘
山本 梅荘（やまもと ばいそう、弘化3年8月13日（1846年10月3日） - 大正10年（1921年）2月24日）は、明治・大正期の南画家。「梅荘」は雅号で、名は倉蔵、字は子埜。また、最初の号は「半邨」だった。

## 経歴
尾張国に誕生した。幼少の頃、同国知多郡半田村（現・愛知県半田市）の書画骨董商山本滄洲堂（名は公平）の養嗣子となる。
貫名菘翁、三谷雪崦に師事して南画を学んだ。
明治15年（1882年）の内国絵画共進会で褒状を授与されたほか、各種の博覧会共進会で受賞を重ね、明治45年（1912年）には文部省美術展覧会審査員に任命された。作品は山水画が多い。長男の石荘と次男の香雲も画家となった。
なお、同じ南画家で松陰や子大などの印を使用する旧姫路藩家臣の福嶋半邨は作品傾向もよく似ており、しばしば混同されるが、別人である。